# Tần Vũ vương
Tần Vũ Vương (chữ Hán: 秦武王, trị vì 310 TCN-307 TCN), tên thật là Doanh Đảng (嬴蕩), là vị quân chủ thứ 32 của nước Tần - chư hầu nhà Chu trong lịch sử Trung Quốc.
Doanh Đảng là con trai của Tần Huệ Văn vương, vua thứ 31 của nước Tần. Năm 311 TCN, Tần Huệ Văn vương qua đời, Doanh Đảng lên nối ngôi, tức là Tần Vũ vương.

## Quan hệ với chư hầu
Ngay từ khi còn là thế tử, Tần Vũ vương đã không có thiện cảm đối với vị tướng quốc của nước Tần là Trương Nghi. Một số triều thần căm ghét Trương Nghi cũng tìm cách gièm pha với Vũ vương rằng Trương Nghi là người hay lừa dối, phản phúc vô thường, chỉ muốn làm lợi cho bản thân chứ không thực lòng với nước Tần. Năm 310 TCN, Trương Nghi buộc phải từ quan trở về nước Ngụy. Cùng năm đó, Tần Vũ vương hội kiến với Ngụy Tương vương tại Lâm Tấn (nay thuộc Thiểm Tây), rồi cùng phát binh đánh nước Nghĩa Cừ.
Năm 309 TCN, Tần Vũ vương đặt ra tả hữu thừa tướng thay cho tướng quốc, phong Cam Mậu làm Tả thừa tướng, Sư Lý Tật làm Hữu thừa tướng. Năm 308 TCN, ông lại đến dự hội cùng Ngụy Tương vương.
Năm 308 TCN, Tần Vũ vương bàn với Cam Mậu việc đánh nhà Chu. Cam Mậu bèn khuyên Vũ vương liên kết với nước Ngụy và nước Triệu cùng đánh Hàn. Tần Vũ vương bèn sai Cam Mậu đến thuyết hai vua Ngụy, Triệu đem quân hợp sức với Tần, đánh thành Nghi Dương của Hàn. Trong lúc đó, Phùng Chương lại nói với Vũ vương rằng nếu Hàn liên quân với nước Sở thì khó đánh thắng, Vũ vương bèn cắt Hán Trung cho Sở, khiến Sở Hoài vương không giúp Hàn nữa. Năm tháng sau, thấy Cam Mậu vẫn chưa hạ xong Nghi Dương, Sư Lý Tật và Công tôn Thích (公孙奭, tức Hướng Thọ) xin Vũ vương rút quân, Vũ vương bèn triệu Cam Mậu về nước, định không đánh nữa, nhưng Cam Mậu lại khuyên ông tiếp tục đánh, Tần Vũ vương bèn sai viện binh đến giúp Cam Mậu, chẳng bao lâu chiếm Nghi Dương, chém hơn 6 vạn quân Hàn, quân Tần thừa thắng kéo đến sông Hoàng Hà, Hàn Tương vương đành sai sứ đến tạ tội với nước Tần. Tuy nhiên sau đó quân Sở do Cảnh Thủy đánh Tần, Tần Vũ vương phải cắt Chư Tảo để cầu hoà.
Sau chiến thắng trước quân Hàn, quân Tần vượt sông Hoàng Hà, xây thành Vũ Toại. Nước Ngụy hoảng sợ, Ngụy Tương vương phải sai thái tử đến triều kiến Tần Vũ vương.
Thời Tần Huệ Văn vương vốn sai công tử Thông sang làm Thục hầu, cai trị nước Thục mới chiếm. Năm 311 TCN, tướng Thục là Trang giết Thục hầu Thông và đến đầu hàng vua Tần. Tần Vũ vương bèn giết chết Trang. Năm 308 TCN, Tần Vũ vương phong cho con Thục hầu là công tử Uẩn lên làm Thục hầu, rồi sai Tư Mã Thác đem 10 vạn quân đánh nước Sở, chiếm được Thương Ô (thuộc Quý Châu), lập ra quận Kiềm Trung.

## Cái chết
Tần Vũ vương có thân thể khoẻ mạnh, cường tráng, thích du hý và làm những việc hơn người. Ông tuyển mộ những lực sĩ như Nhâm Bỉ, Ô Hoạch, Mạnh Thuyết theo bên mình, phong cho chức tước.
Năm 307 TCN sau khi đánh thắng quân Hàn, Vũ vương sai Sư Lý Tật đem quân vào tận kinh thành Lạc Dương của nhà Chu. Chu Noản Vương sợ thế quân Tần phải đích thân ra tiếp kiến, Tần Vũ Vương sau khi xem xong chín đỉnh của nhà Chu, rồi định cái đỉnh chữ Ung mang về.
Tần Vũ vương cùng lực sĩ Mạnh Thuyết nâng thử đỉnh nhà Chu. Khi Vũ Vương nâng đỉnh bị quá sức, không nâng nổi, bị đỉnh rơi xuống trúng vào chân, bị gãy xương bánh chè.
Đến tháng 8 năm 307 TCN, Tần Vũ vương vì vết thương quá nặng nên qua đời, thọ 23 tuổi. Ông chỉ ở ngôi được 4 năm. Vì các lực sĩ Nhâm Bỉ, Ô Hoạch, Mạnh Thuyết hùa theo vua Tần làm việc nâng đỉnh nên họ bị giết hết. Tần Vũ vương được an táng ở Vĩnh Lăng (nay thuộc Thiểm Tây).
Tần Vũ vương có vợ là tông thất nước Ngụy, nhưng không có con trai. Vì vậy triều thần nước Tần đón em ông là Doanh Tắc đang làm con tin ở nước Yên về lập làm vua, tức là Tần Chiêu Tương vương. Sư Lý Tật vu tội cho Cam Mâu, đuổi sang nước Ngụy.